# Масяф
Масяф (на арабски: مصياف) е град в западната част на Сирия, в мухафаза Хама. Населението му към 2009 година е 37 109 души.